# Heptateuco
Heptateuco (em grego clássico: επτάτευχος; romaniz.: eptáteukos = "sete livros" ou "sete recipientes" ou "sete rolos") é um nome dado às vezes aos primeiros sete livros da Bíblia hebraica: (1) Gênesis, (2) Êxodo, (3) Levítico, (4) Números, (5) Deuteronômio, (6) Josué e (7) Juízes. Também se costumam chamar os primeiros quatro livros de Tetrateuco, — sendo classicamente os cinco primeiros livros ditos Pentateuco (ou Torá) — e os primeiros seis livros como o Hexateuco. Com a adição de Rute, tem-se o Octateuco. O Eneateuco é o Heptateuco acrescido de Livros de Samuel e Livros de Reis (cada par de livros contado como um, e não incluindo o Livro de Rute).
Agostinho de Hipona produziu uma peça chamada As Perguntas sobre o Heptateuco. Ælfric de Eynsham produzido, em inglês antigo uma versão do Heptateuco.

## Agrupamentos
Agrupamentos são formações de subconjuntos com alguma finalidade específica. Agrupamentos primários no contexto da Bíblia Sagrada são vários. Se se trata apenas da Bíblia hebraica, não-messiânica, ou é o Antigo Testamento parcial, ou são conjuntos canônicos de livros: pentateuco e similares em contagem. Quando se remete à Bíblia Sagrada judaico-cristã, têm-se (1) Antigo Testamento e Novo Testamento e (2) conjuntos canônicos similares ao pentateuco: evangelhos, cartas dos apóstolos, cartas de Paulo, cartas de Pedro, cartas de João etc..

## Leitura complementar
- Iosephus Zycha, editor. Sacti Avreli Avgvstini Quaetionvm in Heptatevchvm libri VII. Adnotationvm in Iob liber vnvs. Col: Sancti Avreli Avgvstini Opera. sectio III, pars 3. [S.l.: s.n.]
- Jean-Louis Ska. «1A. Tetrateuch, Pentateuch, Hexateuch, or Enneateuch?». Introduction to Reading the Pentateuch. [S.l.: s.n.] ISBN 978-1-57506-122-1
- Samuel J. Crawford, editor. The Old English Version of the Heptateuch, Ælfric’s Treatise on the Old and New Testament and His Preface to Genesis'. Col: Early English Text Society (EETS) Old Series. 160. [S.l.: s.n.]